# Job Karma
Job Karma – wrocławska postindustrialno-ambientowa grupa muzyczna. Powstała w 1998 roku z inicjatywy Macieja Fretta (ur. 1973) i Aureliusza Pisarzewskiego (ur. 1974). W początkowym okresie (do 1999) skład grupy uzupełniał Jacek Groszek (ur. 1973).
Występy grupy mają formę sztuki audiowizualnej. Oprawę wizualną przygotowuje Arkadiusz Bagiński (ur. 1969) – artysta zajmujący się rysunkiem, performancem i sztuką wideo.
Job Karma tworzy swoją muzykę wykorzystując generatory dźwięku oraz elektroniczne instrumenty analogowo-cyfrowe. Wplatają w nią zapętlone sekwencje transowej rytmiki, ambientowe tekstury, sample, fragmenty dialogów filmowych oraz archiwalnych audycji radiowych.
Tematycznie twórczość Job Karmy skupiona jest wokół negatywnych aspektów i zagrożeń współczesnej cywilizacji, poruszając kwestie społeczne, polityczne i religijne.
Od 2000 zespół realizuje multimedialny projekt „Rytuał”, w ramach którego podczas występów na żywo łączy muzykę i materiały filmowe z architekturą o sakralnym lub przemysłowym charakterze.
Od 2001 Maciej Frett i Arkadiusz Bagiński organizują Wrocław Industrial Festival.

## Dyskografia
- Cycles per Second, 1999, CDr[2] (sledINmay /Poland)
- Cycles per Second, 2000, CD (Arc Ov Light /USA)[2]
- Newson, 2001, CD (Obuh /Poland)[2]
- 98 MHz to Extinction, 2002, mini CD (Malahit /Poland)[2]
- Ebola, 2003, CD (Weird Amplexus /Italy)[2]
- Ebola + Live at Ambient 2002, 2003, CD+CDr, (Amplexus /Italy)[2]
- Strike, 2005, CD, (Ars Benevola Mater /Italy)[2]
- Tschernobyl, 2007, CD, (Ars Benevola Mater /Italy)[2]
- Punkt, 2010, CD, (Obuh / Poland)[2]
- Society Suicide, 2014, CD/LP (Klanggalerie/Austria, Requiem/Poland)

## Wideografia
- Oscillation Ritual, 2000, VHS, DVDr (Ars Morta Universum /Czech Republic)[2]
- Ecce Homo, 2005, DVDr, (Ars Benevola Mater /Italy)[2]